# 海軍大学院
海軍大学院（かいぐんだいがくいん、The Naval Postgraduate School (NPS)）は、アメリカ合衆国カリフォルニア州モントレーにある、アメリカ海軍が運営する大学院大学である。
1909年に設立された。アメリカ軍の軍人、国防総省の文民職員、および友好国の軍人に対する修士・博士課程の教育を提供している。また、全米研究評議会の研究員プログラムを通じて、博士研究員レベルの研究員となる機会も提供している。

## 歴史
1909年6月9日、海軍長官ジョージ・フォン・L・マイヤーが署名した海軍一般命令第27号により、メリーランド州アナポリスの海軍兵学校に海洋工学科が設置された。1912年10月31日、マイヤーが署名した海軍一般命令第233号により、海洋工学科が改組され、海軍兵学校大学院部(Postgraduate Department of the United States Naval Academy)に改称し、海洋工学科が改組した海洋工学研究科のほか、兵器・砲術、電気工学、無線電信、海軍建設、土木工学の各研究科が設置された。
第二次世界大戦中、合衆国艦隊司令長官兼海軍作戦部長のアーネスト・キングは、海軍における大学院教育の役割を検討する委員会を設置した。1945年、連邦議会で、海軍兵学校大学院部を正式に修士号・博士号の学位が授与できる大学院とする法案が可決された。1947年、連邦議会は海軍兵学校大学院部のための独立したキャンパスの購入を認める法案を可決した。

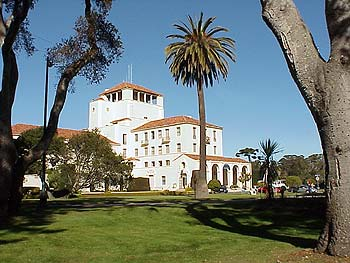
ハーマンホール(Herrmann Hall)

検討チームは全米の25か所を検討した上で、カリフォルニア州モントレーの旧ホテル・デルモンテを大学院のキャンパス移転地に推薦した。この施設は、第二次世界大戦中に海軍が接収し、飛行士の訓練や電子工学訓練プログラムのために使用していた。所有者との交渉により、ホテルの建物と周辺の敷地627エーカー (254 ha)を213万ドルで買収した。1951年12月、海軍兵学校大学院部はアナポリスからモントレーに移転し、海軍兵学校から独立した海軍大学院となった。
1965年、元グァンタナモ湾海軍基地司令官で、第二次世界大戦と朝鮮戦争に従軍したエドワード・J・オドネル少佐が学長に就任した。オドネルは、1930年代にこの学校で兵器工学の学位を取得していた。オドネルは1967年に退役し、同時に学長を退任した。

## 研究科と施設
海軍大学院には以下の4つの研究科がある。
- 防衛管理研究科 (Graduate School of Defense Management)
- 工学・応用科学研究科 (Graduate School of Engineering & Applied Sciences)
- オペレーション・情報科学研究科 (Graduate School of Operational & Information Sciences)
- 国際・防衛学研究科 (Graduate School of International & Defense Studies)

海軍大学院には、情報システムセキュリティ研究・調査センター(CISR, Center for Information Systems Security Studies and Research)と国土防衛・セキュリティセンター(CHDS, Center for Homeland Defense and Security)がある。

### 学生
海軍大学院の学生の大半はアメリカ軍各軍の現役士官であるが、政府の文民職員や約30の友好国の軍人も入学することができる。教員はほとんどが文民である。
海軍大学院の卒業生には、アメリカのどの大学院よりも多い40人以上の宇宙飛行士がいる。